# Elfi Deufl
Elfi Deufl (* 28. Oktober 1958 in Waidhofen an der Ybbs), seit ihrer Heirat Elfi Danner, ist eine ehemalige österreichische Skirennläuferin. Ihre Spezialdisziplin war die Abfahrt.

## Biografie
Die in Göstling an der Ybbs lebende Deufl kam durch ihren Onkel, der Leiter einer Skischule am Hochkar war, bereits früh zum Skisport und entschied sich mit elf Jahren für den Besuch der Skihauptschule Lilienfeld. Im Alter von 14 Jahren wurde sie Österreichische Jugendmeisterin in der Abfahrt. Im Europacup gewann die erst 15-Jährige in der Saison 1973/74 mit drei Siegen am Dachstein, in Saalbach-Hinterglemm und in Barèges in den Pyrenäen die Abfahrtswertung und erreichte mit einem weiteren Sieg im Riesenslalom von Les Contamines den sechsten Rang im Gesamtklassement. Zudem wurde sie im tschechoslowakischen Jasná Junioreneuropameisterin in der Abfahrt. Noch im selben Winter wurde sie in die Weltcupmannschaft des Österreichischen Skiverbandes (ÖSV) aufgenommen und hätte bereits in Cortina d’Ampezzo ihr Weltcupdebüt geben sollen, doch musste diese Abfahrt wegen zu starken Schneefalls abgesagt werden.

Zu Beginn des nächsten Winters kam die damals 16-jährige Deufl dann zu ihrem ersten Einsatz im Weltcup. In der Abfahrt von Val-d’Isère am 4. Dezember 1974 belegte sie den 24. Platz. Zwei Wochen später gewann sie mit dem sechsten Platz in Saalbach-Hinterglemm ihre ersten Weltcuppunkte und nach einem weiteren Punktegewinn in Chamonix beendete sie den Abfahrtsweltcup der Saison 1974/75 an 14. Stelle.
Ihre größten Erfolge feierte sie in der Saison 1975/76, als sie am 10. Dezember 1975 hinter ihrer Mannschaftskollegin Brigitte Totschnig den zweiten Platz in der Abfahrt von Aprica und am 21. Jänner 1976 den dritten Platz in der Abfahrt von Bad Gastein erreichte. Mit weiteren vier Top-10-Plätzen (davon einen in der Kombination), kam sie in der Saison 1975/76 auf den fünften Platz im Abfahrtsweltcup. Zudem gewann sie eine Europacupabfahrt in Saalbach und wurde Dritte bei den Junioreneuropameisterschaften in Gällivare. Nachdem ihr die teaminterne Qualifikation gegen Wiltrud Drexel gelungen war, stand sie auch im Aufgebot für die Olympischen Winterspiele 1976 in Innsbruck. Ihre Nominierung erfolgte am 25. Januar 1976. Mit guten Trainingsleistungen hatte sie sich einen Fixstartplatz für die Olympiaabfahrt gesichert, erkrankte aber zwei Tage vor dem Rennen an einer Magenverstimmung und konnte nicht starten. Statt ihrer wurde Monika Kaserer aufgestellt.
Im Winter 1976/77 lag sie beim Saisonauftakt, der Abfahrt am 8. Dezember 1976 in Val-d’Isère, vor ihrer Teamkollegin Brigitte Habersatter in Führung, als das Rennen wegen starken Schneefalls abgebrochen wurde. In den weiteren Rennen kam Deufl nicht mehr ganz an die Vorjahresergebnisse bzw. diese Leistung heran. Zwei achte Plätze in den Abfahrten von Pfronten und Garmisch-Partenkirchen waren ihre besten Ergebnisse, womit sie im Abfahrtsweltcup 15. wurde. Aufgrund einer Wirbelverletzung, die sie bereits im Vorjahr erlitten hatte, musste sie 1978 im Alter von nur 19 Jahren ihre Karriere beenden.

## Privates

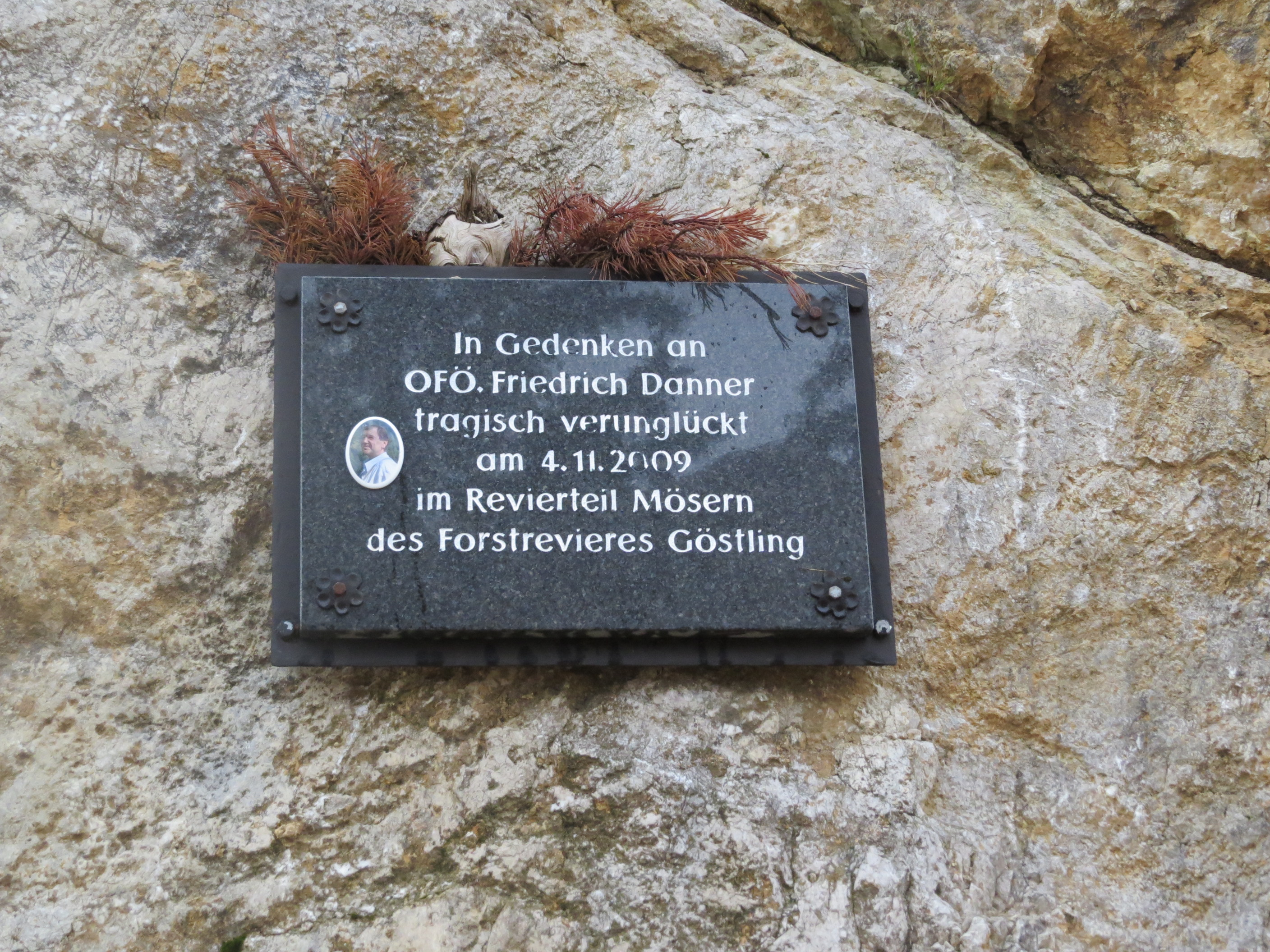
Gedenktafel von Friedrich Danner

Elfi Deufl war verheiratet. Am 4. November 2009 kam ihr 56-jähriger Ehemann Friedrich Danner, der Förster bei den österreichischen Bundesforsten war, im Steinbachtal bei Göstling bei einem Verkehrsunfall ums Leben, als er in der Dunkelheit mit seinem Auto in einen Teich stürzte und ertrank.

## Erfolge

### Weltcup
- Saison 1975/76: 5. Abfahrtsweltcup
- 2 Podestplätze, weitere 8 Platzierungen unter den besten zehn

### Europacup
- Saison 1973/74: 1. Abfahrtswertung, 6. Gesamtwertung
- Saison 1975/76: 2. Abfahrtswertung
- 5 Siege

### Junioreneuropameisterschaften
- Jasná 1974: 1. Abfahrt
- Gällivare 1976: 3. Abfahrt